# Eta Leonis
Eta Leonis (η Leonis, förkortat Eta Leo, η Leo) som är stjärnans Bayerbeteckning, är en jättestjärna belägen i den västra delen av stjärnbilden Lejonet. Den har en skenbar magnitud på 3,49 och är synlig för blotta ögat. Baserat på parallaxmätning inom Hipparcosuppdraget på ca 2,6 mas, beräknas den befinna sig på ett avstånd av ca 1 270 ljusår (390 parsek) från solen. 

## Egenskaper
Eta Leonis är en blå till vit superjättestjärna av spektralklass A0 Ib. Sedan 1943 har dess spektra fungerat som en av de stabila referenspunkterna som andra stjärnor klassificeras efter. Den har en massa som är 10 gånger solens massa och en radie som är 47 gånger solens radie. Den utsänder från dess fotosfär 19 000 gånger mer energi än solen vid en effektiv temperatur på 9 600 K. Det finns vissa tecken som tyder på att Eta Leonis ingår i en dubbelstjärna.